# Henk van Stipriaan

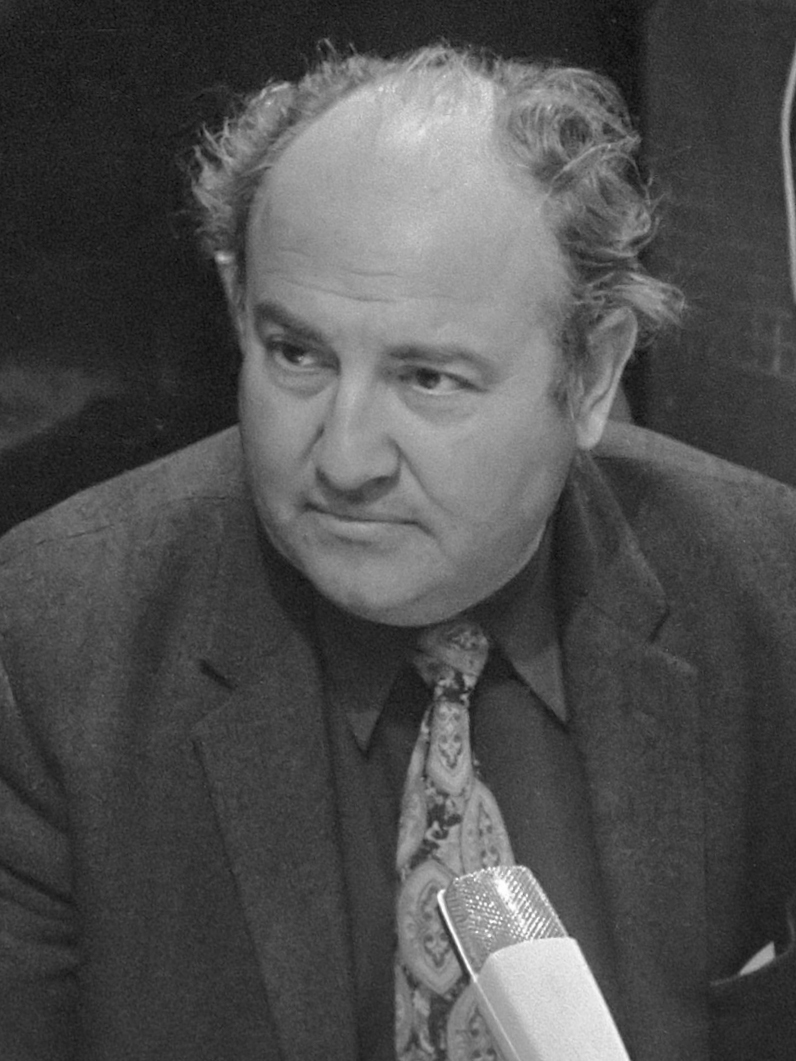
Henk van Stipriaan (1974)

Henk van Stipriaan (voluit Henri van Stipriaan Luiscius, Hamburg, 28 juni 1924 – Hollandsche Rading, 1 maart 1989) was een Nederlands journalist en VARA-radiopresentator.

## Indië
Zijn vader was werktuigbouwkundig ingenieur. Zijn ouders scheidden in 1935 en daarop reisde hij in 1939 met zijn moeder naar Indonesië. Zijn moeder en hij werden geïnterneerd en Van Stipriaan verbleef van zijn 17de tot zijn 21ste in een jappenkamp. Na de bevrijding maakte hij zijn journalistieke debuut in Jakarta als verslaggever van de krant Nieuwsgier. Daarna werd hij omroeper bij de Indonesische radio; daar werkte  hij onder andere samen met Bert Garthoff.

## Radio
In 1950 kwam hij naar Nederland en begon te werken voor de Wereldomroep, later voor de VARA, waar hij een van de bekendste radiopresentatoren werd. Met Arie Kleijwegt en Jan de Troye vormde hij de kern van de actualiteitenrubrieken Dingen van de dag en De week draait voorbij. Hij versloeg bijvoorbeeld de treinramp bij Harmelen, het Nederlands kampioenschap pijproken en (samen met Kees Buurman) de eerste rechtstreekse televisie-uitzending uit de Verenigde Staten via de satelliet Telstar. Hij kreeg naam als perfectionist.
Verder presenteerde Van Stipriaan praatprogramma's op de radio zoals X, een sprong in het duister (NOS) en de VARA-programma's In gesprek met, Spitsuur Amsterdam en Centraal. Ook werkte hij mee aan de eerste seizoenen van Vroege Vogels. Minder frequent was hij op televisie als verslaggever bij de actualiteitenrubriek Achter het Nieuws en schreef hij voor het geruchtmakende Zo is het toevallig ook nog 's een keer. In 1981 presenteerde hij de landelijke intocht van Sinterklaas in Hindeloopen.
In 1983 nam hij "met pijn in het hart" afscheid van de VARA. Daarna presenteerde hij op de TROS-radio het programma Tempo Doeloe, dat speciaal bedoeld was voor Indische Nederlanders. Ook presenteerde hij het NOS-programma Met het Oog op Morgen.

## Culinair
Ook op culinair gebied was Van Stipriaan actief. Zo schreef hij onder de titel 'Met Stip op Pad' columns over horecazaken voor het horecavakblad Misset. Ook beoordeelde Van Stipriaan restaurants voor de Michelingids.

## Trivia
- Henk van Stipriaan wordt genoemd in de romancyclus Het Bureau van J.J. Voskuil. Hoofdpersoon Maarten Koning ziet, op weg naar zijn kantoor, in een boekhandel aan het Spui, waar een programma van Van Stipriaan wordt opgenomen, een dixielandband het nummer "After you've gone" spelen. "Al bij de eerste tonen had Maarten moeite zijn tranen te bedwingen."